# Storstadsområde

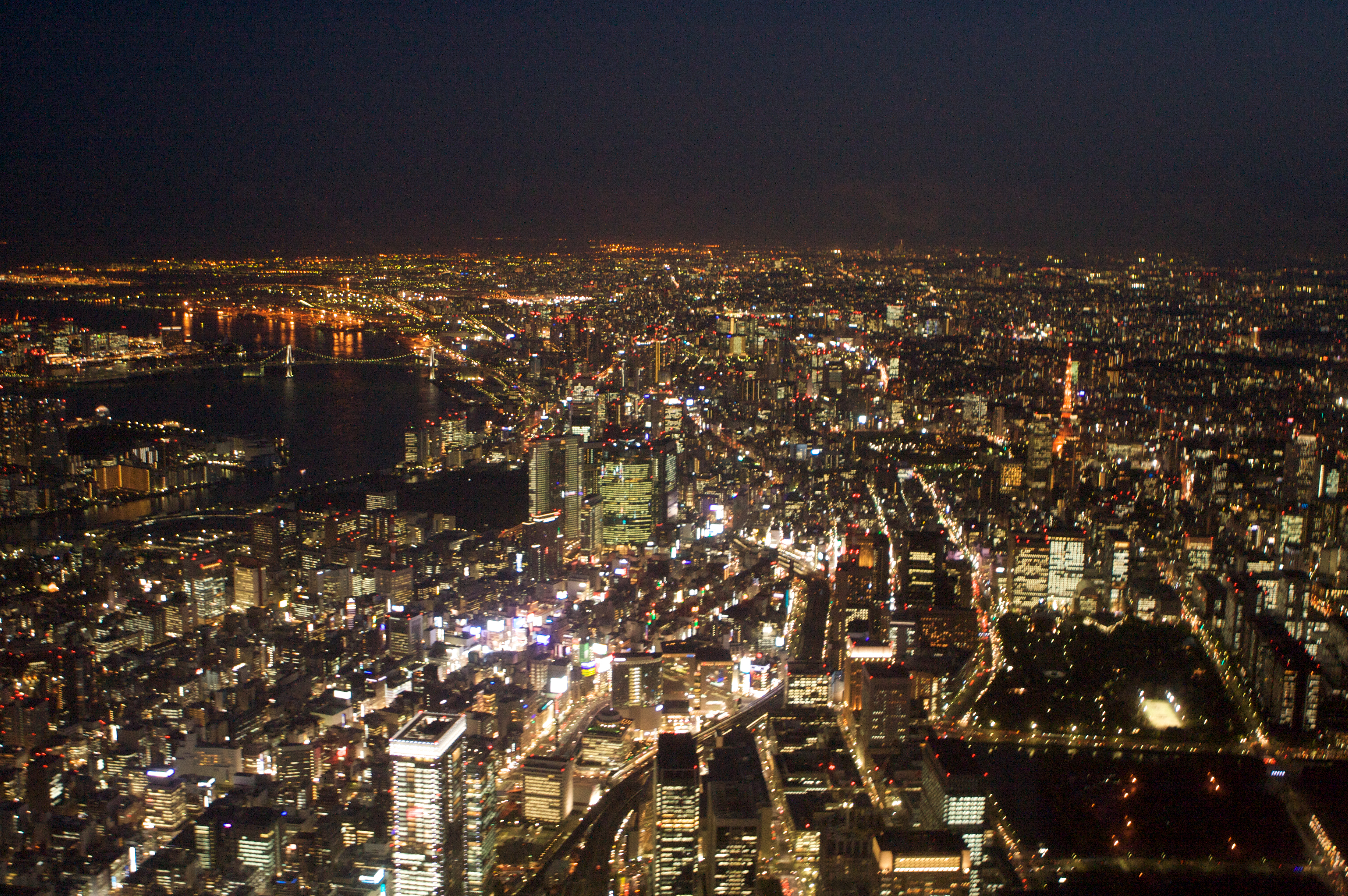
Tokyo på natten.

Storstadsområde är vad man brukar kalla en stad (oftast större) med dess omgivande förorter. Världens folkrikaste storstadsområde är runt Tokyo i Japan, med över 35 miljoner invånare. Det finns olika sätt att definiera storstadsområden, vilket ibland gör det svårt att jämföra storstadsområden mellan olika delar av världen. På svenska läggs ibland "stor-" framför ortnamnet, till exempel Storstockholm, Storlondon och Storköpenhamn.

## Beskrivning
Ett storstadsområde kan man ofta dela in i tre delar.

### Huvudort
Först har man den centrala orten som dominerar området, och normalt är motorn för områdets utveckling. 
Områdets huvudort behöver inte vara den befolkningsmässigt största staden i storstadsområdet, som till exempel förhållandet mellan Manila och Quezon City i Filippinerna visar. Vad som är utmärkande för en huvudort är i stället att det är här områdets administrativa och ekonomiska makt är belägen. 
Det finns storstadsområden som har mer än en huvudort, som exempelvis området runt Riverside och San Bernardino i Kalifornien, USA, samt området runt Frankfurt am Main och Wiesbaden i Tyskland.

### Urbaniserat område

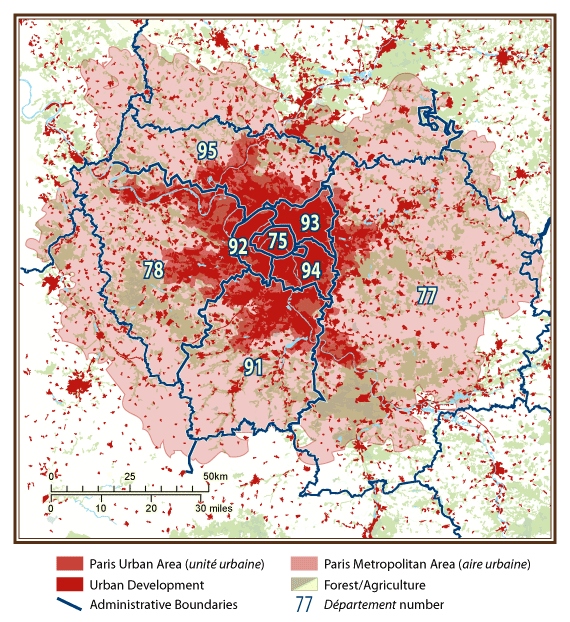
Parisområdet, med den centrala kommunen i mitten (markerat med '75'), det urbaniserade området (agglomération) markerat med rött, och hela storstadsregionen (aire urbaine) markerat med rosa.

Många större städer har genom åren vuxit så pass mycket att den sammanhängande bebyggelsen sträcker sig utanför den egentliga stadsgränsen, och har vuxit ihop med närbelägna och generellt mindre orter. 
I Sverige finns det en definition som kallas tätort som baseras på orternas bebyggelsemässiga utbredning, men det är sällan som Sveriges tätorter sträcker sig utanför centralortens kommungräns. Stockholm är dock ett bra exempel på en stad som vuxit ihop med områden utanför den administrativa gränsen. 
Det är relativt få länder som för officiell statistik över storstadsområden som bygger på sammanhängande bebyggelse, men man kan bland annat nämna USA:s definitioner för urbanized area och urban cluster samt Storbritannien som definierar så kallade urban areas. Det bör dock påpekas att USA:s definitioner inte riktigt kan jämföras med Sveriges tätort, eftersom reglerna skiljer sig åt med USA:s som lite mer generösa för vad man kan räkna in i områdena. 
Ibland brukar agglomeration, urban agglomeration eller konurbation användas som en samlande term för dessa typer av områden.

### Region
Den vidaste definitionen av storstadsområden består generellt av en centralort (i en del fall flera) samt omgivande administrativa områden, som kommuner, distrikt, provinser och dylikt, som har stark socioekonomisk anknytning till staden. Dessa områden inkluderar närbelägna orter och områden som bebyggelsemässigt inte behöver hänga ihop med huvudorten, men som har en befolkning som är starkt knuten till denna genom bland annat pendling till och från arbetsplatser och utbildningsställen (skolor, universitet och dylikt), samt tillgång till viss handel, service och viktigare myndigheter. 
I Sverige finns det tre storstadsområden enligt SCB: Storstockholm, Storgöteborg och Stormalmö. Denna typ av storstadsområden definieras av många länder och kallas bland annat för Metropolitan area (med varianter) på engelska, Aire urbaine på franska samt Área metropolitana eller Zona metropolitana på spanska. Eurostat definierar områden som kallas Larger Urban Zone som ett område vars centralort har minst 500 000 invånare.

## Industriområde
En variant av storstadsområden är så kallade industriområden eller industriregioner, som fungerar som en något så när sammanhängande enhet men som inte har vuxit upp runt en dominerande centralort. Områdena har i stället en gemensam historia som handlar om till exempel gruvdrift eller industritillverkning, där flera med varandra närliggande städer utvecklats på grund av detta och vuxit ihop under årens lopp. 
Exempel på sådana industriområden är Ruhrområdet i Tyskland och Övre Schlesien (med bland annat Katowice) i Polen. 

## Internationella storstadsområden

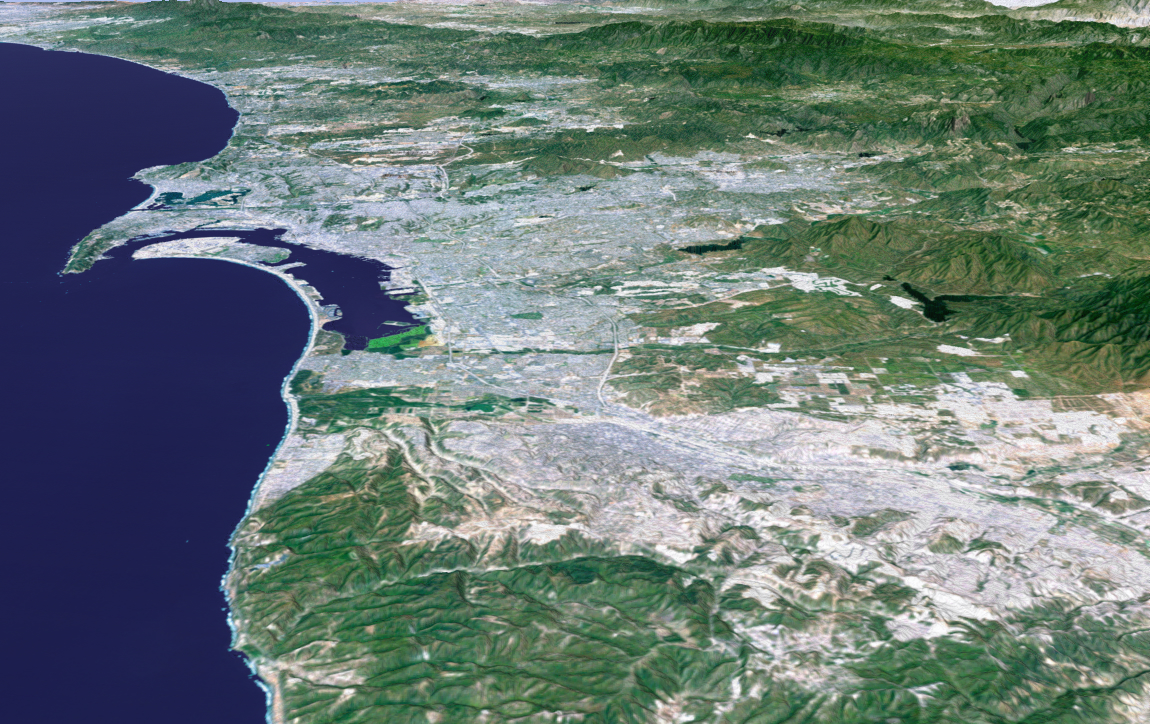
Satellitbild över San Diego-Tijuanaområdet, USA-Mexiko.

I en del fall sträcker sig storstadsområden över nationsgränser. Några exempel på detta är bland annat områdena runt Lille-Kortrijk i Frankrike och Belgien, San Diego-Tijuana i USA och Mexiko samt Aachen-Heerlen i Tyskland och Nederländerna. 
Trots att dessa områden hänger ihop bebyggelsemässigt är det ibland tveksamt om man kan se en del av dem som enhetliga storstadsområden. Detta på grund av gränserna mellan länderna och de restriktioner i flödet mellan städerna som är en följd av detta. Inom exempelvis Europa och mellan USA och Kanada är detta inget större problem, medan det på andra håll i världen fungerar sämre. 
Världens folkrikaste internationella storstadsområde med ungefär 8 miljoner invånare finns runt Kinshasa och Brazzaville på båda sidor Kongofloden, men ländernas gräns samt även flodens närvaro gör att området inte fungerar enhetligt.

## Megalopolis

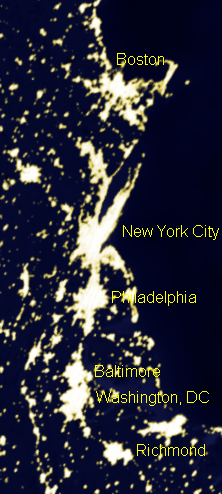
Satellitbild med nattbelysningen i det tättbefolkade området från Boston i norr till Washington DC och Richmond i söder.

Termen megalopolis (grekiska för stor stad) användes av den franske geografen Jean Gottmann 1957, och syftade på det område i nordöstra USA som domineras av ett antal nästan sammanhängande storstadsområden och som sträcker sig från Boston ända ner till Washington, med New York som största stad. Nuförtiden kallas detta område ofta för BosWash eller Northeast Corridor.
Liknande områden finns på ett antal platser i världen, bland annat mellan Tokyo och Osaka i Japan samt mellan Guangzhou och Hongkong i Kina. I Norden har vi området runt Öresund som kallas Öresundsregionen eller Örestad, med Köpenhamn och Malmö men ländernas gräns samt även sundets närvaro gör att områdena inte fungerar enhetligt. 
Områdena kan beskrivas som stora, tätbefolkade regioner som domineras av två eller flera betydande och näst intill sammanhängande storstadsområden. Att beskriva en sådan megalopolis som ett enda storstadsområde är dock tveksamt, eftersom de storstadsområden som ingår i områdena fungerar till största delen som självständiga enheter gentemot varandra.

## Officiella definitioner
De myndigheter som brukar arbeta fram definitioner på storstadsområden är oftast ländernas officiella statistiska institutioner, eller institutioner med nära anknytning till dessa. 
I många länder saknas det dock framtagna definitioner på den nivån. Däremot finns det ibland institutioner och myndigheter på lägre nivåer i en del länder som arbetar med definitioner av storstadsområden, som planeringsunderlag för arbetsmarknad, infrastruktur och dylikt.